# Du Chí Trung
Du Chí Trung (tiếng Trung: 俞志忠, bính âm: Yú Zhìzhōng) từng là phát ngôn viên Bộ Ngoại giao Cộng hòa Nhân dân Trung Hoa từ năm 1984-1985, Công sứ tại Đại sứ quán Trung Quốc tại Anh Quốc.